# Гарашсызлыкский этрап
Гарашсызлыкский этрап (туркм. Garaşsyzlyk etraby) — этрап в Лебапском велаяте Туркменистана.
Образован в мае 1937 года как Молотовский район Туркменской ССР.
В ноябре 1939 Молотовский район отошёл к новообразованной Чарджоуской области.
В июле 1957 Молотовский район был переименован в Московский район.
В январе 1963 Московский район был упразднён.
19 февраля 1992 года на территории бывшего Московского района был образован Боюнузынский этрап Лебапского велаята. 18 февраля 2001 года переименован в Гарашсызлыкский этрап.